# Why Can't I Be You?
Singles de The Cure
Boys Don't Cry (New Voice - New Mix)
(1986) Catch
(1987)
Pistes de Kiss Me, Kiss Me, Kiss Me
If Only Tonight We Could Sleep How Beautiful You Are
Why Can't I Be You? est une chanson du groupe britannique The Cure sortie en single le 14 avril 1987, premier extrait de l'album Kiss Me, Kiss Me, Kiss Me.

## Contenu des supports
La face B du 45 tours offre le titre inédit A Japanese Dream.
Le maxi 45 tours ne contient pas de morceaux supplémentaires mais les deux chansons en version longue (Extended Mix) avec pour chacune un mixage réalisé par François Kevorkian et Ron St. Germain,.
En revanche l'édition limitée en format double 45 tours comporte en plus Six Different Ways et Push enregistrés en concert à Orange. Il s'agit des versions présentes sur la vidéo The Cure In Orange.
C'est la première fois qu'un single du groupe est disponible au format CD, mais uniquement en pressage allemand.
Un CD Video sort en 1988 avec comme contenu trois pistes audio, Why Can't I Be You et A Japanese Dream en version longue, Hey You!!!, une chanson tirée de l'album Kiss Me, Kiss Me, Kiss Me, et une seule piste vidéo avec le clip de Why Can't I Be You?.

## Clip
Réalisé par Tim Pope, il montre les membres du groupe portant divers déguisements en train de danser,.

## Classements dans la presse
Selon le magazine français Les Inrockuptibles, Why Can't I Be You fait partie des 13 meilleures chansons de The Cure dans une liste établie en 2016.
Why Can't I Be You? occupe la 16e place dans le classement des 40 meilleures chansons du groupe publié par le magazine américain Billboard en mars 2019.

## Classements hebdomadaires
| Classement (1987)                      | Meilleure place |
| -------------------------------------- | --------------- |
| Allemagne (GfK Entertainment)          | 29              |
| Australie (Kent Music Report)          | 16              |
| Belgique (Flandre Ultratop 50 Singles) | 17              |
| Canada (RPM 100 Singles)               | 62              |
| Espagne (AFYVE)                        | 5               |
| États-Unis (Billboard Hot 100)         | 54              |
| France (SNEP)                          | 29              |
| Irlande (Irish Singles Chart)          | 12              |
| Italie (FIMI)                          | 27              |
| Nouvelle-Zélande (RMNZ)                | 16              |
| Pays-Bas (Nederlandse Top 40)          | 13              |
| Pays-Bas (Single Top 100)              | 25              |
| Royaume-Uni (UK Singles Chart)         | 21              |
| Suisse (Schweizer Hitparade)           | 28              |